# Ропово
Ропово (укр. Ропове) — село в Казанковском районе Николаевской области Украины.
Население по переписи 2001 года составляло 10 человек. Почтовый индекс — 56054. Телефонный код — 5164. Занимает площадь 0,069 км².

## Местный совет
56054, Николаевская обл., Казанковский р-н, с. Скобелево, ул. Центральная, 5